# 王喬 (河東)
王乔是道教崇奉的神仙，漢明帝時人，传为河东郡人，曾為叶县县令。
《后汉书》中记载此人有神术，常自县至京师見帝而不见车骑，騰空飛行，临至必有双凫飞来，人举网得之，则为王乔所穿的鞋。其后，天忽降玉棺于堂前，乃沐浴服饰卧棺中，葬于城东，一夜之間土自成坟。

## 其他
杜光庭《王氏神仙传》云：王乔有三人：有王子晋王乔，有叶县令王乔，有食肉芝王乔，皆神仙，同姓名。

## 延伸阅读
[在维基数据编辑]
 《後漢書·卷82上》，出自范晔《後漢書》